# فالداپرویر
فالداپرویر (انگلیسی: Faldaprevir) یک داروی تجربی برای درمان هپاتیت ث (HCV) بود. این دارو توسط شرکت بوهرینگر اینگلهایم توسعه داده شد و در سال ۲۰۱۱ میلادی به فاز III آزمایش‌های بالینی رسید. این شرکت در سال ۲۰۱۴ میلادی اعلام کرد که به دلیل در دسترس بودن درمان‌های بهتر HCV، دیگر به دنبال تأیید این دارو نخواهد بود.
فالداپرویر یک مهارکننده پروتئاز ویروس هپاتیت C است.